# 스웨거 (소프트웨어)
스웨거(Swagger)는 개발자가 REST 웹 서비스를 설계, 빌드, 문서화, 소비하는 일을 도와주는 대형 도구 생태계의 지원을 받는 오픈 소스 소프트웨어 프레임워크이다. 대부분의 사용자들은 스웨거 UI 도구를 통해 스웨거를 식별하며 스웨거 툴셋에는 자동화된 문서화, 코드 생성, 테스트 케이스 생성 지원이 포함된다.
스마트베어 소프트웨어의 후원을 받는 스웨거는 오픈 소스 소프트웨어의 튼실한 후원자이며 널리 채택되고 있다.

## 역사
스웨거 API 프로젝트는 2011년 사전 사이트 워드닉의 기술공동설립자 토니 탬(Tony Tam)이 개발하였다. 워드닉 제품들을 개발하던 중 API 문서화와 클라이언트 SDK 생성 자동화의 필요성이 주된 문제가 되었다. 탬은 API의 단순한 JSON 표현을 설계하였으며 이는 REST 스타일의 구조의 유연성 위에 구축되었고 SOAP 프로토콜용으로 개발된 수많은 기능 도구들을 사용하였다.
아파치 2.0 오픈 소스 라이선스 사용의 도움을 받아 수많은 제품들과 온라인 서비스들이 자신들의 제품에 스웨거를 포함시키기 시작했고 스웨거 프로젝트를 공개적으로 지지하기 시작한 Apigee, Intuit, 마이크로소프트, IBM의 채택 이후 채택이 빠르게 가속화되었다.